# Elektronegativität
Elektronegativität (Abkürzung EN; Formelzeichen {\displaystyle \chi } (griechisch Chi)) ist ein relatives Maß für die Fähigkeit von Atomen, in chemischen Bindungen die bindenden Elektronenpaare an sich zu ziehen. Die Elektronegativität wird von der jeweiligen Kernladung und dem Atomradius bestimmt und kann zur Abschätzung der Polarität und des Ionenbindungscharakters einer Bindung zwischen zwei Atomen genutzt werden: Je höher der Unterschied der Elektronegativitäten der gebundenen Elemente ist, desto polarer ist die Bindung.
Atome mit hoher Elektronegativität bezeichnet man auch als elektronegativ, und Atome mit geringer Elektronegativität als elektropositiv. Die Elektronegativität eines Atoms in einem Molekül bzw. in einem Anion ist abhängig von der Ionisierungsenergie bzw. von der Elektronenaffinität und ist umso größer, je weniger Elektronen auf der Außenschale zur Edelgaskonfiguration fehlen, weil die „Lücken“ bestrebt sind, aufgefüllt zu werden. Daher nimmt die Elektronegativität in der Regel innerhalb einer Elementperiode von links nach rechts zu, da die Kernladungszahl höher wird. Innerhalb einer Elementgruppe nimmt die Elektronegativität von oben nach unten ab, hauptsächlich weil der Abstand zum Kern größer wird und damit die Anziehungskraft des Kerns auf die Bindungselektronen abnimmt.
Nichtmetalle sind stärker elektronegativ als Metalle, nehmen bevorzugt Elektronen auf und haben deshalb höhere Werte der Elektronegativität als Metalle, die nur schwach elektronegativ sind und bevorzugt Elektronen abgeben. Die Annahme, dass Edelgase keine Elektronegativität zeigen, weil sie sich in einem sehr stabilen Zustand befinden und weil Werte für Elektronegativitäten von Edelgasen in den Tabellen der zitierten Lehrbücher fehlen, ist nicht zutreffend. Nachdem auch von Edelgasen chemische Verbindungen hergestellt worden waren, konnten auch z. B. für Xenon und Krypton Werte für die Elektronegativitäten der Pauling-Skala berechnet werden, die in etwa den Werten der Halogene entsprechen. Mit neueren Methoden konnten auch für die Elektronegativitätsskalen nach Mulliken und Rochow Zahlenwerte für die übrigen Edelgase berechnet werden, die höher sind als die der Halogene. Bei Helium betragen sie beispielsweise 5,50 nach Allred-Rochow und 4,86 nach Mullikan.

## Bestimmungen und Genauigkeit
Es existieren verschiedene Methoden zur Berechnung der EN. Dabei ist die Hauptschwierigkeit, dass sich die EN auf das Verhalten eines bestimmten Atoms in einem Atomverband mit Einfachbindungen bezieht und nicht auf einzelne, isolierte Atome im Gaszustand, wie es bei der Ionisierungsenergie und der Elektronenaffinität der Fall ist.
Die Elektronegativität ist damit abhängig von Art und Anzahl der mit dem betreffenden Atom verbundenen Atome und es ist möglich, dass z. B. ein Chlor-Atom in der Verbindung Phosphortrichlorid, in der drei Cl-Atome als Liganden an ein P-Atom gebunden sind, eine andere Elektronegativität hat als ein Chlor-Atom im Anion Chlorat, in dem das Cl-Atom von drei O-Atomen als Liganden umgeben ist. Zusätzlich können sich bei Berechnungen von Werten für Elektronegativitäten und bei numerischen Angaben von Werten ohne Einheiten die Berechnungsverfahren außer auf Ionisierungsenergie und Elektronegativität auch noch auf weitere verschiedene Eigenschaften der Moleküle stützen. Das hat dazu geführt, dass es drei Skalen (Rochow-Skala, Mulliken-Skala, Pauling-Skala) für berechnete Elektronegativitäten gibt mit jeweils leicht unterschiedlichen Werten für die nach verschiedenen Methoden berechneten Elektronegativitäten.
Trotz der genannten Schwierigkeiten und der darauf beruhenden Einschränkungen und Unsicherheiten bleibt das Konzept der Elektronegativität nützlich, wenn man den nach verschiedenen Methoden berechneten Werten nicht zu viel Gewicht beimisst.

## Anwendungen
Die Werte der Elektronegativitäten können genutzt werden, um abzuschätzen, ob eine vorgegebene Atombindung polar oder unpolar kovalent ist oder ob es sich um eine ionische Bindung handelt. So ergeben sich z. B. für die drei folgenden Verbindungen des Fluors F2, HF und LiF die folgenden Differenzen der Elektronegativität:
- für elementares Fluor F2 : Differenz 4,0−4,0 = 0, unpolar kovalente Bindung, denn die Bindungselektronen sind gleichmäßig zwischen den beiden Fluoratomen verteilt.
- für Fluorwasserstoff HF : Differenz 4,0−2,1 = 1,9, polar kovalente Bindung, denn die Bindungselektronen sind ungleichmäßig zu Gunsten des Fluoratoms verteilt. Das führt auch dazu, dass das Molekül HF den Charakter eines Dipols und damit auch ein Dipolmoment hat, dessen Größe die physikalischen Eigenschaften des Moleküls stark beeinflusst.
- für Lithiumfluorid LiF : Differenz 4,0−1,0 = 3,0, ionische Bindung, denn der im Beispiel größte Wert für die Differenz der Elektronegativitäten zeigt an, dass die Bindungselektronen stark ungleichmäßig zu Gunsten des Fluoratoms verteilt sind.[2]

Durch Berechnung der Elektronegativitätsdifferenz zwischen möglichen Reaktionspartnern lassen sich auch unter Zuhilfenahme von Faustregeln Aussagen zur Heftigkeit aktivierter Reaktionen und zur chemischen Bindung in den dabei entstehenden Stoffen treffen.
Aus der Bindungsart ergibt sich außerdem, ob eine chemische Verbindung in Wasser löslich ist (hydrophil) oder in Fett (lipophil, dann fast immer auch hydrophob).

## Einteilungssysteme
Das Elektronegativitätsmodell wurde 1932 durch Linus Pauling eingeführt und später mehrmals verfeinert. Heute finden neben der Pauling-Skala auch die Skalen von Allred-Rochow und Mulliken Verwendung.
Diese ist besonders wichtig und relevant.

### Allred-Rochow-Skala
Die Elektronegativität nach der Theorie Albert L. Allred und Eugene G. Rochow (1958) wird oft auch mit {\displaystyle c_{AR}} oder {\displaystyle \chi _{AR}} bezeichnet.
Die Skala beruht auf der Überlegung, dass die Elektronegativität proportional zur elektrostatischen Anziehungskraft F ist, die die Kernladung Z auf die Bindungselektronen (von inneren Elektronen abgeschirmt) ausübt:
{\displaystyle F\sim {\frac {e^{2}\cdot Z_{\text{eff}}}{r^{2}}}}
wobei r der Atomradius, e die Elementarladung und {\displaystyle Z_{\text{eff}}} die effektive Kernladungszahl ist.
| IUPAC-Gruppe | 1       | 2       | 3       | 4       | 5       | 6       | 7       | 8       | 9       | 10      | 11      | 12      | 13      | 14      | 15      | 16      | 17      | 18 |  |
| Periode      |         |         |         |         |         |         |         |         |         |         |         |         |         |         |         |         |         |    |  |
| 1            | H 2,20  |         |         |         |         |         |         |         |         |         |         |         |         |         |         |         |         | He |  |
| 2            | Li 0,97 | Be 1,47 |         |         |         |         |         |         |         |         |         |         | B 2,01  | C 2,50  | N 3,07  | O 3,50  | F 4,17  | Ne |  |
| 3            | Na 1,01 | Mg 1,23 |         |         |         |         |         |         |         |         |         |         | Al 1,47 | Si 1,74 | P 2,06  | S 2,44  | Cl 2,83 | Ar |  |
| 4            | K 0,91  | Ca 1,04 | Sc 1,20 | Ti 1,32 | V 1,45  | Cr 1,56 | Mn 1,60 | Fe 1,64 | Co 1,70 | Ni 1,75 | Cu 1,75 | Zn 1,66 | Ga 1,82 | Ge 2,02 | As 2,20 | Se 2,48 | Br 2,74 | Kr |  |
| 5            | Rb 0,89 | Sr 0,99 | Y 1,11  | Zr 1,22 | Nb 1,23 | Mo 1,30 | Tc 1,36 | Ru 1,42 | Rh 1,45 | Pd 1,30 | Ag 1,42 | Cd 1,46 | In 1,49 | Sn 1,72 | Sb 1,82 | Te 2,01 | I 2,21  | Xe |  |
| 6            | Cs 0,86 | Ba 0,97 | La 1,10 | Hf 1,23 | Ta 1,33 | W 1,40  | Re 1,46 | Os 1,52 | Ir 1,55 | Pt 1,44 | Au 1,42 | Hg 1,44 | Tl 1,44 | Pb 1,55 | Bi 1,67 | Po 1,76 | At 1,96 | Rn |  |
| 7            | Fr 0,86 | Ra 0,97 | Ac      | Rf      | Db      | Sg      | Bh      | Hs      | Mt      | Ds      | Rg      | Cn      | Nh      | Fl      | Mc      | Lv      | Ts      | Og |  |
|              |         |         |         |         |         |         |         |         |         |         |         |         |         |         |         |         |         |    |  |

### Mulliken-Skala
In der Mulliken-Skala (1934 von Robert S. Mulliken vorgeschlagen) wird die Elektronegativität als Mittelwert aus der Ionisierungsenergie {\displaystyle E_{I}} und der Elektronenaffinität {\displaystyle E_{\mathrm {ea} }} (electron affinity) berechnet:
{\displaystyle \chi _{\mathrm {M} }={\frac {E_{\mathrm {ea} }+E_{I}}{2}}}
Diese Energie wird in Elektronenvolt angegeben.
Mit folgender Formel kann die Mulliken-Skala recht gut an die Pauling-Skala angepasst werden:
{\displaystyle \chi _{P}=1{,}35\,\chi _{M}^{1/2}-1{,}37}
Es sind auch andere Umrechnungsformeln in Gebrauch, wie zum Beispiel die lineare Formel:
{\displaystyle \chi _{P}=0{,}336\left(\chi _{M}-0{,}615\right)}

### Pauling-Skala
Das Pauling-Modell beruht auf der Elektronegativitätsdifferenz zweier Atome A und B als Maß für den ionischen Anteil ihrer Bindung A-B. Sie setzt die Kenntnis der experimentell ermittelten Bindungsdissoziationsenergien der Moleküle A–B, A2 und B2 voraus.
Die Elektronegativitätsdifferenz zweier Atome A und B ergibt sich gemäß:
{\displaystyle D_{AB}-{\sqrt {D_{AA}D_{BB}}}=96{,}48~\mathrm {\frac {kJ}{mol}} (\chi _{A}-\chi _{B})^{2}}
{\displaystyle 1\mathrm {eV} \cdot N_{\text{A}}=96{,}48~\mathrm {\frac {kJ}{mol}} }
mit der Avogadrozahl {\displaystyle N_{\text{A}}}
Zur Berechnung der dimensionslosen Elektronegativitätswerte der chemischen Elemente aus der Differenz wurde für Fluor der Wert {\displaystyle \chi _{F}=3{,}98} als Referenzpunkt festgelegt.
In der Literatur finden sich oft unterschiedliche Werte für die EN nach Pauling, was auf folgende Gründe zurückzuführen ist:
1. Die Bindungsdissoziationsenergien sind für manche Elemente bzw. Verbindungen experimentell schwer zugänglich.
2. Früher verwendete Referenzwerte waren {\displaystyle \chi _{F}=4{,}00} und {\displaystyle \chi _{H}=2{,}10}.
3. Statt des geometrischen Mittels {\displaystyle {\sqrt {D_{AA}D_{BB}}}} wurde früher auch das arithmetische Mittel {\displaystyle {\tfrac {D_{AA}+D_{BB}}{2}}} verwendet.
4. Schließlich finden sich in der Literatur unterschiedliche Werte für den Proportionalitätsfaktor.

| IUPAC-Gruppe | 1       | 2       | 3        | 4       | 5       | 6       | 7       | 8       | 9       | 10      | 11      | 12      | 13      | 14      | 15      | 16      | 17      | 18     |  |
| Periode      |         |         |          |         |         |         |         |         |         |         |         |         |         |         |         |         |         |        |  |
| 1            | H 2,2   |         |          |         |         |         |         |         |         |         |         |         |         |         |         |         |         | He —   |  |
| 2            | Li 0,98 | Be 1,57 |          |         |         |         |         |         |         |         |         |         | B 2,04  | C 2,55  | N 3,04  | O 3,44  | F 3,98  | Ne —   |  |
| 3            | Na 0,93 | Mg 1,31 |          |         |         |         |         |         |         |         |         |         | Al 1,61 | Si 1,9  | P 2,19  | S 2,58  | Cl 3,16 | Ar —   |  |
| 4            | K 0,82  | Ca 1    | Sc 1,36  | Ti 1,54 | V 1,63  | Cr 1,66 | Mn 1,55 | Fe 1,83 | Co 1,88 | Ni 1,91 | Cu 1,9  | Zn 1,65 | Ga 1,81 | Ge 2,01 | As 2,18 | Se 2,55 | Br 2,96 | Kr 3,0 |  |
| 5            | Rb 0,82 | Sr 0,95 | Y 1,22   | Zr 1,33 | Nb 1,6  | Mo 2,16 | Tc 1,9  | Ru 2,2  | Rh 2,28 | Pd 2,2  | Ag 1,93 | Cd 1,69 | In 1,78 | Sn 1,96 | Sb 2,05 | Te 2,1  | I 2,66  | Xe 2,6 |  |
| 6            | Cs 0,79 | Ba 0,89 | La* 1,1  | Hf 1,3  | Ta 1,5  | W 2,36  | Re 1,9  | Os 2,2  | Ir 2,2  | Pt 2,2  | Au 2,4  | Hg 1,9  | Tl 1,8  | Pb 1,8  | Bi 1,9  | Po 2    | At 2,2  | Rn —   |  |
| 7            | Fr 0,7  | Ra 0,9  | Ac** 1,1 | Rf —    | Db —    | Sg —    | Bh —    | Hs —    | Mt —    | Ds —    | Rg —    | Cn —    | Nh —    | Fl —    | Mc —    | Lv —    | Ts —    | Og —   |  |
|              |         |         |          |         |         |         |         |         |         |         |         |         |         |         |         |         |         |        |  |
|              |         |         |          |         |         |         |         |         |         |         |         |         |         |         |         |         |         |        |  |
| Lanthanoide  | *       | La 1,1  | Ce 1,12  | Pr 1,13 | Nd 1,14 | Pm 1,1  | Sm 1,17 | Eu 1,2  | Gd 1,2  | Tb 1,1  | Dy 1,22 | Ho 1,23 | Er 1,24 | Tm 1,25 | Yb 1,1  | Lu 1,27 |         |        |  |
| Actinoide    | **      | Ac 1,1  | Th 1,3   | Pa 1,5  | U 1,38  | Np 1,3  | Pu 1,28 | Am 1,13 | Cm 1,28 | Bk 1,3  | Cf 1,3  | Es 1,3  | Fm 1,3  | Md 1,3  | No 1,3  | Lr 1,3  |         |        |  |
|              |         |         |          |         |         |         |         |         |         |         |         |         |         |         |         |         |         |        |  |

### Andere Elektronegativitäts-Skalen
Nach Leland C. Allen wird die Elektronegativität aus dem Energiezustand der Valenzelektronen berechnet, was eine spektroskopische Bestimmung erlaubt.
R. T. Sanderson führt die Elektronegativität wie Allred und Rochow auf die effektive Kernladung zurück.